# アーロン・ザイデル
アーロン・ザイデル（Aaron Seydel, 1996年2月7日 - ）は、ドイツ・マインツ出身のサッカー選手。ブンデスリーガ2部・SVダルムシュタット98所属。ポジションはFW。

## 経歴
ドイツのマインツで生まれ、地元のクラブである1.FSVマインツ05に加入する。2016年11月27日、ブンデスリーガのヘルタ・ベルリン戦でトップチームデビューを果たす。

## 人物
ガーナ人の父とドイツ人の母の間に生まれた為、両方の国籍を有しているが、ユース代表ではドイツを選択している。